# Wysoka (powiat działdowski)
Wysoka (niem. Hohendorf) – wieś w Polsce położona w województwie warmińsko-mazurskim, w powiecie działdowskim, w gminie Działdowo.
Powstała przed rokiem 1763.
W latach 1975–1998 miejscowość należała administracyjnie do województwa ciechanowskiego.